# بانک میسور
بانک میسور (انگلیسی: Bank of Mysore) شرکت خدمات مالی و بانکداری هندی است، که در سال ۱۹۱۳ تأسیس شد.